# Trinity (atoombom)

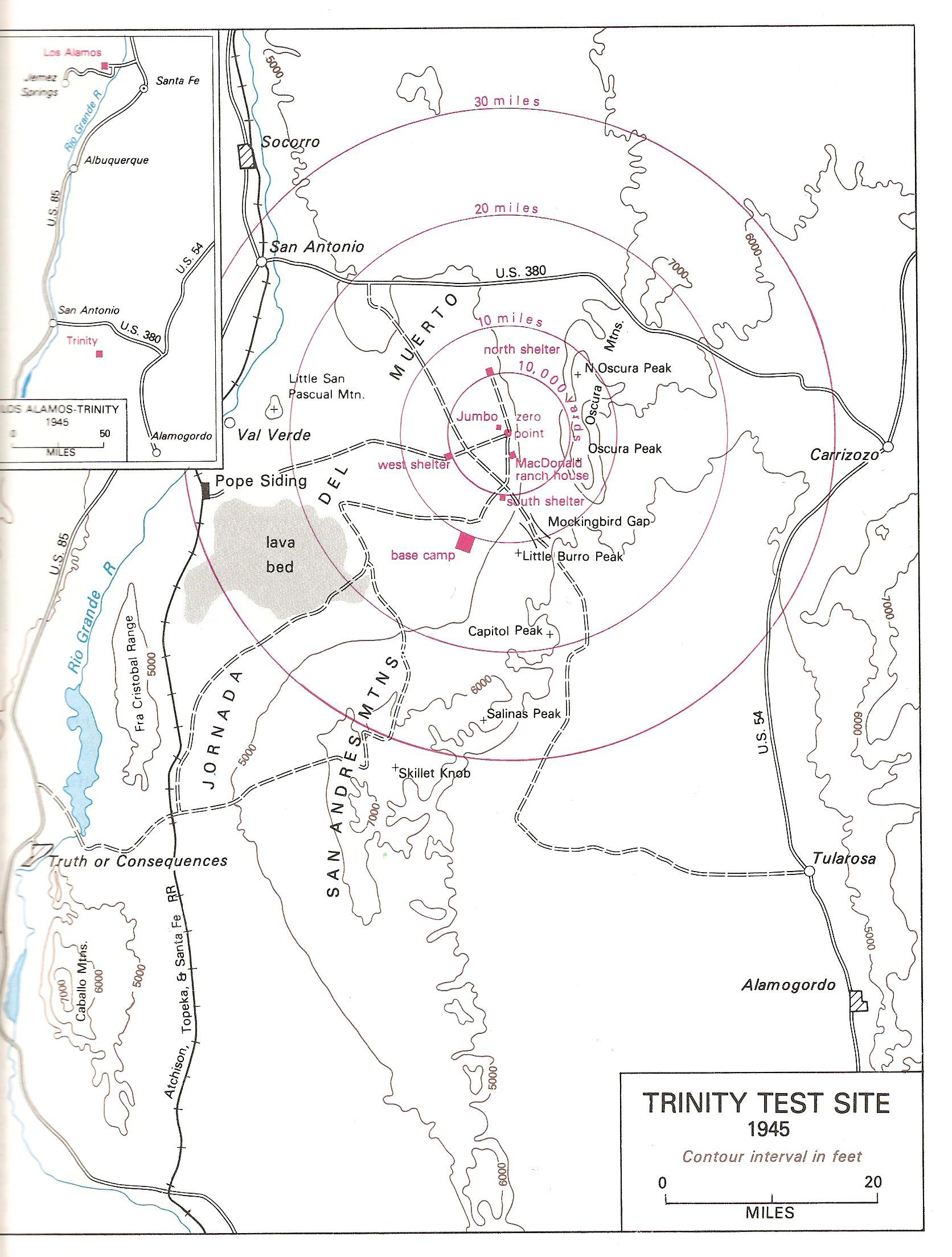

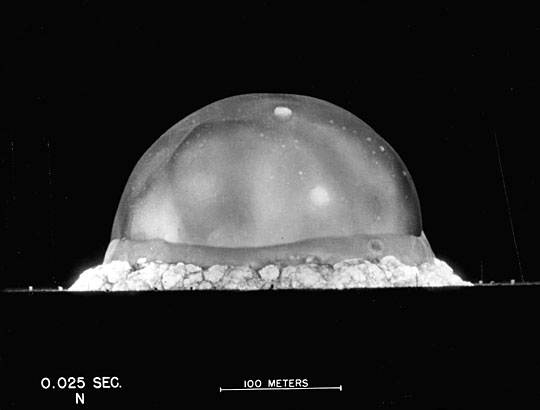
Ontploffing van Trinity, de eerste atoombom, na 1/40 seconde. De breedte van het schokfront is ongeveer 300 m

Trinity (Engels voor Drie-eenheid) was de codenaam van de eerste proef met een kernwapen van de Verenigde Staten. Een plutoniumbom (met de bijnaam Gadget) werd gemonteerd op een stalen toren in de woestijn van New Mexico en op 16 juli 1945 om 5:29 uur ’s ochtends tot ontploffing gebracht. De proef werd nodig geacht omdat het ontwerp van de bom erg complex was, veel ingewikkelder dan de uraniumbom die (zonder proef vooraf) op Hiroshima is geworpen. Topmedewerkers van het Manhattanproject, zoals projectleider generaal Leslie R. Groves, wetenschappelijk directeur Robert Oppenheimer en Enrico Fermi, keken van veilige afstand toe.

## Ontploffing
De explosie tijdens de Trinity proef was de eerste kernexplosie die ooit op de wereld plaatsvond. Ze had een enorme kracht, geschat op 25 kiloton TNT, vele malen groter dan verwacht. De zwaarste bommen hadden toen een kracht van "slechts" 20 ton TNT. Er wordt gezegd dat op 190 kilometer van de testplaats er nog ruiten sprongen van de kracht van deze atoombom en dat het licht tot 290 kilometer van de testplaats te zien was. De bom veroorzaakte een krater van ruim zeven meter diep en een diameter van 360 meter.
Op de plek van de explosie werd later een nieuw mineraal gevonden dat trinitiet is genoemd. Trinitiet is ontstaan door het smelten van het zand op de testplaats en bestaat voornamelijk uit siliciumdioxide. Het is meestal lichtgroen van kleur, afkomstig van het ijzer in het zand. Hoewel het vlak na vorming vrij radioactief was, is de radioactiviteit van het materiaal tegenwoordig nauwelijks meer meetbaar. De bovenkant van een stuk trinitiet is vrij glad, terwijl de onderkant vaak nog herkenbare zandkorrels bevat.

## Vervolg
Na de geslaagde Trinity-proef konden in korte tijd twee atoombommen klaargemaakt worden voor gebruik, namelijk een uraniumbom (Little Boy) en een plutoniumbom (Fat Man). Er is heel lang nagedacht of deze bommen ook ingezet zouden worden. Vele geleerden zoals Joseph Rotblatt waren tegen: de bom was immers ontwikkeld om Hitler voor te zijn, maar inmiddels was Duitsland al verslagen. Uiteindelijk besloten de VS de bom tegen Japan te gebruiken, met als argument dat ze de oorlog met Japan zou bekorten. Hierdoor zouden onder meer veel Amerikaanse soldatenlevens gespaard blijven. De eerste atoombom (Little Boy) is op Hiroshima gegooid, de tweede (Fat Man) op Nagasaki. Zie atoombommen op Hiroshima en Nagasaki voor het hoofdartikel over dit onderwerp.